# Katalog Rozproszony Bibliotek Polskich
KaRo (Katalog Rozproszony Bibliotek Polskich) – utworzony w 2001 r. przez Tomasza Wolniewicza katalog rozproszony i wyszukiwarka korzystająca z protokołu Z39.50. Pozwala na dostęp do informacji o zasobach polskich i zagranicznych bibliotek i ułatwia wyszukanie publikacji lub opisów bibliograficznych, stanowiąc uzupełnienie polskiego centralnego katalogu NUKAT. KaRo działa na serwerze biblioteki Uniwersytetu Mikołaja Kopernika w Toruniu.